# チアゴ・ブラス・ダ・シルバ
チアゴ・ブラス・ダ・シルバ（Thiago Braz da Silva、1993年12月16日 - ）は、ブラジルの棒高跳を専門とする陸上競技選手。2016年リオデジャネイロオリンピックにおいて金メダルを獲得したほか、6m03のオリンピック記録を保持している。

## 経歴
2012年に世界ジュニア選手権において金メダルを獲得した。
2013年には南アメリカ陸上競技選手権において5m83を記録し、南アメリカにおける屋外記録を更新した。2015年6月24日、アゼルバイジャンのバクーで5m92に更新した。
2016年2月13日、ドイツのベルリンで、南アメリカにおける室内記録を5m93に更新した。
2016年8月15日、2016年リオデジャネイロオリンピックにおいて、6m03のオリンピック記録と南アメリカ記録で金メダルを獲得した。

## 主な成績
| 年           | 大会                         | 会場             | 結果         | 補足         |              |
| ブラジル代表 | ブラジル代表                 | ブラジル代表     | ブラジル代表 | ブラジル代表 | ブラジル代表 |
| ------------ | ---------------------------- | ---------------- | ------------ | ------------ | ------------ |
| 2009         | 南アメリカジュニア選手権     | サンパウロ       | 3位          | 4m40         |              |
| 2010         | ユースオリンピック           | シンガポール     | 2位          | 5m05         |              |
| 2010         | 南アメリカユース選手権       | サンティアゴ     | 1位          | 5m10         |              |
| 2011         | パンアメリカンジュニア選手権 | ミラマー         | 1位          | 5m20         |              |
| 2011         | 南アメリカジュニア選手権     | メデジン         | 2位          | 4m85         |              |
| 2012         | 世界ジュニア選手権           | バルセロナ       | 1位          | 5m55         |              |
| 2013         | 南アメリカ選手権             | カルタヘナ       | 1位          | 5m83         |              |
| 2013         | 世界選手権                   | モスクワ         | 14位 (q)     | 5m40 m       |              |
| 2014         | 世界室内選手権               | ソポト           | 4位          | 5m75         |              |
| 2014         | 南アメリカ競技大会           | サンティアゴ     | –            | NM           |              |
| 2015         | パンアメリカン競技大会       | トロント         | –            | NM           |              |
| 2015         | 世界選手権                   | 北京             | 19位 (q)     | 5m65         |              |
| 2016         | 世界室内選手権               | ポートランド     | 12位         | 5m55         |              |
| 2016         | ISTAF室内                    | ベルリン         | 1位          | 5m93 iAR     |              |
| 2016         | オリンピック                 | リオデジャネイロ | 1位          | 6m03 AR      |              |
| 2018         | 世界室内選手権               | バーミンガム     | 12位         | 5m60         |              |

iAR = indoor AR